# Billy Bishop (Musiker)
Billy Bishop (eigentlich William J. Bissett; * 24. August 1906 in Kanada; † 7. Juli 1995 in Poway, Kalifornien) war ein aus Kanada stammender, US-amerikanischer Pianist und Bigband-Leader im Bereich des Swing und der Populären Musik.

## Leben
Billy Bissett arbeitete in verschiedenen Orchestern; von 1926 bis 1930 war er Co-Leader des Bissett-McLean Orchestra. 1931 gründete er in Toronto sein eigenes Swing-Orchester, das sein erstes Engagement im Silver Slipper hatte. In den nächsten fünf Jahren spielte er mit seiner Band in den Hotels und Resorts von Montréal, Quebec und Toronto; seine Auftritte wurden regelmäßig vom kanadischen Radio und dem Sender NBC übertragen. Anfang 1936 gastierte er im Internationalen Sporting Club von Monte Carlo. Es folgten Engagements in London; in dieser Zeit entstanden unter dem Bandnamen Billy Bishop and His Mayfair Music auch zahlreiche Plattenaufnahmen für Gramophone Company und Victor Records; außerdem war Bissett mit seinem Orchester Gast in zwei Radioshows, The Rinso Radio Revue und Waltz Time. Mit Beginn des Zweiten Weltkriegs musste er nach Nordamerika zurückkehren; bei seinem Umzug in die USA nahm er den Künstlernamen Billy Bishop an.
Im Januar 1940 organisierte er eine Band in Kalifornien; nach einigen Auftritten an der Westküste errichtete er sein Hauptquartier in Chicago. Von dort aus tourte er erfolgreich bis 1958 durch den Mittleren Westen der USA, mit Auftritten in den Aragon und Trianon Ballrooms sowie im Blackhawk Restaurant. Schließlich gab er die Leitung der Band 1953 auf und war fortan als Börsenmakler für Merrill Lynch in Beverly Hills tätig. 1969 zog er sich aus dem Geschäftsleben zurück und zog mit seiner Frau Alice Mann, die seine Bandsängerin gewesen war, nach Poway in Kalifornien, wo er als Liedtexter und Pianist für Kirchenmusik tätig war. Seine bekannteste Komposition in seiner Zeit als Bandleader war „Hoping“.